# مدینا، شهرستان اوتاگامی، ویسکانسین
مدینا (به انگلیسی: Medina) یک منطقهٔ مسکونی در ایالات متحده آمریکا است که در شهرستان اوتاگامی، ویسکانسین واقع شده‌است. مدینا ۲۵۰ متر بالاتر از سطح دریا قرار دارد.